# Сутор, Джошуа
Джо́шуа Су́тор (нем. Joshua Sutor; род. 26 октября 1999, Фюссен, Бавария) — немецкий кёрлингист.
В составе мужской команды Германии участник чемпионатов Европы (лучший результат — седьмое место в 2019). В составе юниорской мужской сборной Германии участник трёх юниорских чемпионатов мира (лучшее занятое место — четвёртое).

## Достижения
- Чемпионат Германии по кёрлингу среди юниоров: бронза (2016).
- Приз за спортивное мастерство (WJCC Sportsmanship Award) чемпионата мира среди юниоров: 2019.

## Команды
| Сезон                          | Четвёртый       | Третий          | Второй       | Первый            | Запасной                                                                | Турниры                                           |
| ------------------------------ | --------------- | --------------- | ------------ | ----------------- | ----------------------------------------------------------------------- | ------------------------------------------------- |
| 2015—16                        | Михаэль Вист    | Джошуа Сутор    | Бьорн Синц   | Себастьян Освальд | Марсель Шлике                                                           | ЧГЮ 2016                                          |
| 2017—18                        | Клаудиус Харш   | Сикстен Тотцек  | Джошуа Сутор | Ян-Лука Хаг       |                                                                         |                                                   |
| 2017—18                        | Сикстен Тотцек  | Клаудиус Харш   | Джошуа Сутор | Ян-Лука Хаг       | Тилл Вундерлих тренер: Вольфганг Бурба                                  | ЧМЮ 2018 (5 место)                                |
| 2018—19                        | Сикстен Тотцек  | Клаудиус Харш   | Джошуа Сутор | Магнус Сутор      | Ян-Лука Хаг тренеры: Вольфганг Бурба, Манон Харш                        | ЧМЮ 2019 (7 место)                                |
| 2019—20                        | Марк Мускатевиц | Сикстен Тотцек  | Джошуа Сутор | Доминик Грайндль  | Беньямин Капп тренеры: Ули Капп, Лукас Фрич                             | ЧЕ 2019 (7 место)                                 |
| 2019—20                        | Сикстен Тотцек  | Джошуа Сутор    | Ян-Лука Хаг  | Магнус Сутор      | Клаудиус Харш тренер: Вольфганг Бурба                                   | ЧМЮ 2020 (4 место)                                |
| 2020—21                        | Сикстен Тотцек  | Марк Мускатевиц | Джошуа Сутор | Доминик Грайндль  | Клаудиус Харш тренеры: Ули Капп, Маттиас Симон                          | ЧМ 2021 (10 место)                                |
| 2021—22                        | Сикстен Тотцек  | Марк Мускатевиц | Джошуа Сутор | Доминик Грайндль  | Магнус Сутор тренеры: Ули Капп, Хольгер Хёне (ЧЕ), Ули Сутор (квал-ЗОИ) | ЧЕ 2021 (8 место) ЗОИ 2022 (квал. 2021) (9 место) |
| 2021—22                        | Сикстен Тотцек  | Марк Мускатевиц | Джошуа Сутор | Доминик Грайндль  | Беньямин Капп тренеры: Ули Капп, Маттиас Симон                          | ЧМ 2022 (7 место)                                 |
| 2022—23                        | Сикстен Тотцек  | Клаудиус Харш   | Магнус Сутор | Доминик Грайндль  | Джошуа Сутор тренер: Даниэль Херберг                                    | ЧЕ 2022 (8 место)                                 |
| 2023—24                        | Сикстен Тотцек  | Джошуа Сутор    | Магнус Сутор | Ян-Лука Хаг       | Беньямин Капп тренер: Маркус Ангрик                                     | ЧЕ 2023 (6 место)                                 |
| Кёрлинг среди смешанных команд |                 |                 |              |                   |                                                                         |                                                   |
| 2022—23                        | Сикстен Тотцек  | Ким Сутор       | Джошуа Сутор | Джой Сутор        | тренер: Ули Сутор                                                       | ЧМСК 2022 (5 место)                               |
| Кёрлинг среди смешанных пар    |                 |                 |              |                   |                                                                         |                                                   |
| 2024—25                        | Пиа-Лиза Шёлль  | Джошуа Сутор    |              |                   | тренер: Ули Капп                                                        | ЧМСП 2025 (14 место)                              |

(скипы выделены полужирным шрифтом)

## Частная жизнь
Из семьи кёрлингистов: его отец — Ули Сутор, кёрлингист и тренер, чемпион Европы и Германии; его младший брат — Магнус Сутор, участник чемпионатов мира и Европы; его младшая сестра — Ким Сутор (нем. Kim Sutor), участница Зимних юношеских Олимпийских игр 2020, ещё одна младшая сестра Джой Сутор (нем. Joy Sutor) играет в команде Ким.